# Stín aneb Pokání
Stín aneb Pokání (v italském originále L'ombra o sia Il ravvedimento nebo L'ombra ossia Il ravvedimento) je opera semiseria (farsa serio-faceta, vážně-veselá fraška) o°jednom jednání českého skladatele Františka Josefa (Benedikta) Dusíka na libreto anonymního autora. Její premiéru uvedlo 22. února 1816 benátské divadlo Teatro San Moisè.

## Vznik, historie a charakteristika
Skladatel František Josef Benedikt Dusík působil od počátku 19. století na různých místech severní Itálie, ale o jeho životě je velmi málo dokladů. Živil se především jako vojenský kapelník – v literatuře se uvádí jeho působení u rakouského 34. pěchotního pluku Pavla sv. p. Davidoviče. Po zmínkách z počátku roku 1812 se Dusík znovu objevuje až roku 1816 jako „maestro di cappella“ v Benátkách, kde byl 34. pěchotní pluk od roku 1815 stacionován a proslavil se vojenskými koncerty na náměstí Svatého Marka. 22. února roku 1816 měla v Teatro San Moisè premiéru Dusíkova jednoaktová operní fraška Stín aneb Pokání a v červnu ve starém divadle Teatro San Luca – zvaném podle šlechtické rodiny, která ho založila, také Teatro Vendramin – měla premiéru jediná vážná opera, kterou Dusík složil, a současně jedna z jeho posledních doložených skladeb, totiž Zachráněný Řím.
Libretista opery Stín aneb Pokání („stín“ v smyslu duch zemřelého) se k textu nepřihlásil; tištěné libreto ho uvádí jako „poeta anonimo“. Neobvyklé je žánrové označení: farsa serio-faceta, vážně-veselá fraška. „Farsa“ v dobové terminologii poukazuje zejména na to, že tato opera má pouze jedno dějství, na rozdíl od „opera buffa“ nebo „commedia per musica“, které mívaly dvě nebo tři jednání. „Serio-faceta“ pak naznačuje příbuznost s žánrem „opera semiseria“, ve kterém je základem vážný, často sentimentální děj – v tomto případě příběh neprávem obviněné a na smrt poslané manželky, pro prohloubení dojímavého účinku dokonce s malým dítětem. Vedle toho se však vyskytují komické scény a postavy, jako je ve Stínu aneb Pokání konfrontace vystrašeného sluhy s domnělým strašidlem. Autoři se tak v této opeře odklonili od tradiční opery buffy a směrem k tomuto melodramatickému divadelnímu žánru, který byl v době počínajícího biedermeieru obecenstvem zvláště oblíben.
Dusíkova opera Stín aneb pokání byla napsána pro karnevalovou sezónu 1815/1816 jednoho z nejstarších a nejvýznamnějších benátských divadel, Teatro San Moisè (fungovalo v letech 1620–1818). Podle zprávy v lipském hudebním časopise Allgemeine musikalische Zeitung se tato opera „velmi líbila“; je to jedna z mála zpráv o dobovém ohlasu Dusíkových děl. Hudba se však nedochovala a nejsou ani zprávy o případném uvedení v jiných divadlech.

## Osoby a první obsazení
| osoba                                     | hlasový obor | premiéra (22. února 1816) |
| ----------------------------------------- | ------------ | ------------------------- |
| Armelia                                   | soprán       | Marianna di Gregorii      |
| Rodamiro, její manžel                     | tenor        | Filippo Lucchini          |
| Eginardo, jeho důvěrník                   | bas          | Raimondo Onesti           |
| Carlo, Rodamirův hospodář                 | bas buffo    | Giovanni Battista Insom   |
| Adelinda, Armeliina společnice            | soprán       | Catterina Bertani         |
| Corrado, kapitán Rodamirových stráží      | bas          | Antonio Monari            |
| Romeo, tříletý chlapec Rosamira a Armelie | němá role    | …                         |
| Rodamirovo služebnictvo a stráže          |              |                           |

## Děj opery
(Odehrává se na Rodamirově zámku.)
(1. obraz – Zámecký sál, večer) Zatímco Rodamiro spí, velitelů jeho stráží Corrado a společnice jeho choti Adelinda jsou znepokojeni zvěstmi, které kolují mezi služebnictvem a které vzápětí potvrzuje i Rodamirův důvěrník Eginardo: na zámku se usídlil duch zámecké paní Armelie. Přibíhá pánův hospodář Carlo celý vyděšený: procházel se v zahradě a jasně slyšel, jak na něho promluvil duch zesnulé paní. Všichni tři se domnívají, že pro zámek nastávají zlé časy (introdukce Tutto tace… qual silenzio … Me ne stava penseroso).
Jak vypráví Carlo, dobrou paní Armelii začal její manžel Rodamiro náhle podezřívat z nevěry a dospěl k názoru, že jejich malý synek Romeo není jeho. Nařídil proto smrt obou a poslal Eginarda do lesa, aby je zabil. Nyní ale muži přemýšlejí, zda Armelia nebyla bez viny a nebyla někým křivě obviněna – podezřívají Adelindu. Nyní se jistě duch přišel pomstít.
Rodamiro přichází. Je rozrušen tím, co se stalo, a vzpomíná na krásné dny svého manželství, ale stále věří v Armeliinu vinu (árie Oh! come mal dipingiono … Quiai bei contenti). Ospravedlňuje se za své skutky před přítomnými a dozvídá se od nich o četných svědectvích, že se v bývalé komnatě jeho ženy usadil Armeliin duch. Nechce tomu věřit a posílá vystrašeného Cala, aby tam šel a zjistil, co je na těch pověstech pravdy (duet Vanne tosto al luogo augusto … Ah qual pena sento al core). Rovněž Adelinda je přítomností strašidla vyděšena a vyžádá si id Corrada zdvojení svých stráží, čímž ještě utvrdí Corradovo podezření, že má špatné svědomí.
(2. obraz – Armeliin kabinet) Armelia objímá svého syna a myslí na svého chotě, kterého stále miluje, přestože chtěl ji i dítě zabít (árie Vieni al mio sen, pegno d'amor). Eginardo je totiž nezabil, nýbrž přivedl tajně zpět na zámek a připravuje důvtipnou a technicky náročnou strategii, jak odhalit Adelindiny machinace a přesvědčit Rodamira o Armeliině nevině. Téměř vše je již připraveno a Eginardo svou paní ujišťuje, že brzy bude vše opět v pořádku (duet Abbracciar l'amato sposo). Když slyší přicházet Carla, schovávají se. Carlo vstupuje s velkými obavami (árie Ho sempre inteso a dire) a sotva zaslechne hlas nebožky a někoho, koho považuje za ďábla, utíká, co mu nohy stačí.
(3. obraz – Zámecký sál, jako v 1. obraze) Rodamito očekává Carla. Ten se přiřítí a popadaje dech vypráví, co se mu přihodilo. Rodamiro mu nechce věřit, ale Adelinda míní, že to je špatné znamení, že mrtvá se nevrací mezi živé jen tak bez důvodu a že je třeba se jí vyhnout (árie Non sarà, nò nò, non puote). Rodamiro se však rozhoduje promluvit s duchem sám, aby se dozvěděl, proč přišel, a chce s sebou vzít vzpouzejícího se Carla. Eginardo přichází Rodamirovi tlumočit strach služebnictva a jeho i své vlastní přání opustit Rodamirovy služby a strašidelný zámek. Rodamiro cítí, že ho všichni opouštějí, a ani se nediví (tercet Sì da me partite, ingrati!).
Ozve se zvuk harfy a na balkoně se zjeví Armelia v hábitu ducha. Říká manželovi, že ho stále miluje, ale že musí být odhalen zrádce. Rodamiro, Carlo i Eginardo jsou zjevením nanejvýše rozrušeni (árie a kvartet Sposo mio, nò l'ombra mesta … Furie, il sen mi lacerate). – Corrado vede stráže na Adelindinu ochranu. Carlo se stále třese ze zjevení a Eginardo se ho snaží uklidnit naznačováním, že pokud se Rodamiro bude kát, možná se jeho žena ještě vrátí živá. To však Carla nijak neupokojí: jestli paní domu vstane z mrtvých, budou za tím tím spíše ďábelské čáry (duet Se torna a nascere).
(4. obraz – Zámecká obrazárna) Rodamiro je nucen si připustit myšlenku, že možná jeho žena byla nevinná a on se na ní krutě provinil, o děcku nemluvě (recitativ a árie E possibil sarà! … Qual cruccio il cor mi lacera). Vyhledá ho Adelinda a přesvědčuje ho, aby opustil zámek. Rodamiro se jí svěřuje se svými pochybami a Adelinda je odmítá – jeho žena prý byla nečestná a nevěrná. Tu jeden z obrazů odhalí Armelii a Romea, stále v rouše duchů. Armelia opakuje tvrzení o své nevině a obviňuje Adelindu, že ji u manžela očernila, bažíc sama po jeho loži. Vyzývá Adelindu, aby se přiznala, ale už hrůza zračící se v jejím obličeji je dostatečným důkazem (árie se sborem Dillo tu, donna crudele).
Zjev opět zmizí. Adelinda se přizná a zoufalý Rodamiro ji chce na místě zabít, ale Corrado ho zadrží, protože nechce mít na zámku dalšího ducha zabité ženy. Rodamiro posílá všechny pryč a má sebevražedné myšlenky, proto mu Eginardo raději odebere meč. O samotě pak Rodamiro žádá svou zemřelou choť, aby mu odpustila a vzala ho k sobě na onen svět (árie Ombra cara, in sen del fatto). Armilia se objeví a s určitými obtížemi manžela přesvědčí, že je naživu (duet Deh calma i palpiti … Vieni che stringerti). Eginardo přivádí i Romea, vysvětluje, co se stalo, a omlouvá se, že neuposlechl Rodamirova rozkazu. Rodamiro je oba objímá a nešetří omluvami. Všichni se radují, že věc šťastně skončila a že zámek byl zbaven strašidel – i když Carlo má stále pochyby… (finále Ma qual predigio è questo … Deh perdona a un trasporto d'amore … Splende alfin quel lieto giorno).